# Eridania Béghin-Say
Eridania Béghin-Say was een Frans bedrijf dat is opgesplitst in vier verschillende bedrijven om zo de belangen van de aandeelhouders beter te kunnen vertegenwoordigen. Per 2 juli 2001 is het bedrijf opgesplitst in Béghin-Say (suiker), Cereol (oliën), Cerestar (zetmelen), and Provimi (diervoeders). De aandeelhouders van Eridania Béghin-Say kregen voor ieder aandeel Eridania Béghin-Say 1 aandeel in alle vier de bedrijven.
De vier bedrijven die uit deze opsplitsing zijn ontstaan hebben allemaal een notering gekregen aan de Euronext in Parijs. De introductiekoersen waren:
- Béghin-Say 22,00 (In 2007 overgenomen door Tereos)
- Cereol 35,30 (In 2002 overgenomen door Bunge)
- Cerestar 42,50 (In 2002 overgenomen door Cargill)
- Provimi 19,10 (sind 2011 Cargill)